# 407
407 (CDVII) var ett normalår som började en tisdag i den julianska kalendern.

## Händelser

### Okänt datum
- Gratianus mördas och Konstantin III tar hans plats som ledare för den upproriska romerska garnisonen i Britannien.
- Konstantin III leder många av de militära trupperna från Britannien till Gallien och ockuperar Arles. Detta anses vanligtvis vara romarnas tillbakadragande från Britannien.
- Germanerna (vandaler, alaner och sveber) invaderar Gallien.
- Vandalerna tar kontrollen över Bordeaux.
- Gunderik blir kung över asdingvandalerna efter sin fader Godgisels död.

## Födda
- Wen av Liu Song, kinesisk kejsare.

## Avlidna
- Johannes Chrysostomos, biskop och predikant.
- Maria, kejsarinna, gift med Honorius och dotter till Stilicho.